# Яны
Яны — деревня в Советском районе Кировской области в составе Родыгинского сельского поселения.

## География
Находится на правом берегу реки Пижма на расстоянии примерно 5 км по прямой на запад-юго-запад от районного центра город Советск.

## История
Известна с 1873 года как деревня Левинская (Яны), в которой дворов 22 и жителей 189, в 1905 35 и 242, в 1926 40 и 215, в 1950 23 и 104. В 1989 году оставалось 27 жителей. Нынешнее название утвердилось с 1978 года.

## Население
Постоянное население составляло 49 человек (русские 96 %) в 2002 году.
| 2010 |
| ---- |
| 40   |